# 2050
سنة 2050 م هي سنة بسيطة تبدأ يوم السبت حسب التقويم الغريغوري

## في الخيال

### ألعاب الفيديو
- في لعبة سيفيليزيشن 5 تنتهي اللعبة تلقائياً إذا لم يفز أحد بحلول العام 2050